# Anghel Negulescu
Anghel Negulescu (n. 1922 – d. 23 decembrie 1992) a fost un inginer și om politic român, care a îndeplinit funcția de președinte al Consiliului Popular al municipiului Iași (funcție echivalentă cu cea de primar) în perioada 20 decembrie 1959 - 29 decembrie 1964.
De profesie inginer, Anghel Negulescu a fost director al Întreprinderii de Transport Iași între anii 1967-1980. În această perioadă, a avut loc modernizarea transportului în comun din Iași, perfectându-se în anul 1977 un contract pentru procurarea noilor tramvaie tip T4R (TATRA) din Cehoslovacia. 